# AB4ü Bay 95a
Der AB4ü Bay 95a war ein Drehgestell-Durchgangswagen mit Seitengang, der mit der Blatt-Nr. 74 (im Verzeichnis von 1897 mit Nr. 59) für die  K.Bay.Sts.B. zum Einsatz im Schnellzugverkehr gebaut wurde. Er hatte zwei Abteile der 1. Klasse und fünf Abteile der 2. Klasse.

## Geschichte
Im Jahr 1891 beschaffte die K.P.E.V. die ersten Drehgestell-Schnellzugwagen, denen die übrigen Länderbahnen rasch folgten. Dem Aufbau des Wagenkastens und seines Laufwerks wurden amerikanische Baugrundsätze zugrunde gelegt. Für den Innenausbau griff man auf die kontinentaleuropäischen Baugrundsätze zurück.

## Beschaffung
Zwischen 1895 und 1901 beschafften die Königlich Bayerischen Eisenbahnen insgesamt 157 Wagen der Gattungen AB4ü, ABC4ü und BC4ü, die mit ihren leicht gewölbten Dächern und den aufgesetzten Oberlichtern ihre Verwandtschaft zu den preußischen Typen nicht verleugnen konnten. Unter den Blatt-Nummern 074a und 074b wurden so insgesamt 13 Wagen in zwei Losen beschafft. Die Wagen waren für den internationalen Einsatz vorgesehen und wurden dementsprechend ausgestattet.

## Verbleib
Insgesamt vier Wagen wurden 1919 als Reparationsleistungen nach Belgien abgegeben. Einer dieser vier Wagen kam während der Besatzungszeit im Zweiten Weltkrieg wieder zur DRG zurück und wurde bei der DB zum Bahndienstwagen. Der Verbleib eines Wagens konnte 1945 nicht mehr geklärt werden.

## Konstruktive Merkmale

### Untergestell
Der Grundrahmen des mit dem Wagenkasten verbundenen Untergestells war komplett aus Holz aufgebaut, welches teilweise – z. B. für die äußeren Längsträger – mit aufgeschraubten Winkeleisen verstärkt wurde. Für die Querträger wurden ebenfalls hölzerne Profile verwendet. Man versprach sich durch diese Bauweise für hochwertige Wagen einen ruhigeren Lauf. Die hölzernen Querträger zur Aufnahme der Drehschemelpfannen wurden ebenfalls mit Winkeleisen armiert. Zur Unterstützung der äußeren Längsträger wurde wegen des großen Radstandes auf beiden Seiten ein Sprengwerk mit nachstellbaren Zugstangen angebaut. Die Pufferbohlen waren komplett aus Walzprofilen aufgebaut. Als Zugeinrichtung hatten die Wagen Schraubenkupplungen mit Sicherheitshaken nach VDEV, die Zugstange war durchgehend und mittig gefedert. Als Stoßeinrichtung besaßen die Wagen Stangenpuffer mit einer Einbaulänge von 612 mm, die Pufferteller hatten einen Durchmesser von 370 mm.

### Laufwerk
Die Wagen hatten Drehgestelle bayerischer Bauart mit kurzem Radstand von 2.500 mm. Die Rahmen der Drehgestelle waren aus Blechen und Winkeln zusammengenietet. Gelagert waren die Achsen in Gleitachslagern. Die Räder hatten Speichenradkörper des bayerischen Typs 39 mit einem Raddurchmesser von 988 mm.
Wegen des großen Drehgestellabstands wurde das Untergestell durch ein räumliches Sprengwerk in der Ebene der äußeren Längsträger unterstützt.
Bremse: Handbremse im geschlossenen Übergang an einem Wagenende. Die Wagen waren mit Druckluftbremsen des Typs  Westinghouse ausgestattet.

### Wagenkasten
Das Wagenkastengerippe bestand aus einem hölzernen Ständerwerk. Es war außen mit Blech und innen mit Holz verkleidet. Die Seitenwände waren glatt und bis zur Oberkante der äußeren Längsträger heruntergezogen. Die Wagen besaßen ein flach gewölbtes Dach mit einem aufgesetzten Oberlicht. Für den Übergang in die Schweiz und nach Belgien waren die Wagen mit entsprechenden Signalstützen ausgestattet.

### Ausstattung
Der Innenraum hatte insgesamt sieben Abteile mit gepolsterten Sitzen. Die Abteile waren mit Schiebetüren zum Seitengang hin abgeschlossen. Die Sitzplätze der 1. Klasse konnten in Schlaflager umgewandelt werden. An einem Wagenende befand sich die mit einer Waschgelegenheit kombinierte Toilette.
Zur Beheizung verfügten die Wagen über eine Dampfheizung. Die Belüftung erfolgte über Dachlüfter bzw. über die Fenster im Oberlichtaufbau.
Die Beleuchtung erfolgte durch Gaslampen. Ein großer Vorratsbehälter hing in Wagenlängsrichtung am Rahmen. Ab den 1930er Jahren erfolgte eine Umrüstung auf elektrische Beleuchtung.

## Skizzen, Musterblätter, Fotos

Ansicht zu Blatt 59 aus dem WV von 1897
Ansicht zu Blatt 74 aus dem WV von 1913

## Wagennummern
Die Daten sind den amtlichen Wagenpark-Verzeichnissen (siehe Literaturnachweis) der Kgl.Bayer.Staatseisenbahnen sowie den Büchern von Emil Konrad (Reisezugwagen der deutschen Länderbahnen, Band II) und  Alto Wagner (Bayerische Reisezugwagen) entnommen.
| 1895 | MAN   | 7 |      | 1217 |            | 21 001 Nür | 12 985 Nür |         | 1945?   | Pl;Wsbr; | 2 |                            | G | D | 1 | 8 | 29 |  |  |  |  |
| 1895 | MAN   | 7 | 1218 |      | 21 002 Nür | 12 986 Nür |            | xx/193x |         | Pl;Wsbr; | 2 |                            | G | D | 1 | 8 | 29 |  |  |  |  |
| 1895 | MAN   | 7 | 1219 |      | 21 003 Nür | 12 987 Nür |            | xx/193x | BE      | Pl;Wsbr; | 2 |                            | G | D | 1 | 8 | 29 |  |  |  |  |
| 1895 | MAN   | 7 | 1220 | X    |            |            |            | 11/1919 | BE      | Pl;Wsbr; | 2 | bei der DB zum BDW 700 753 | G | D | 1 | 8 | 29 |  |  |  |  |
| 1895 | MAN   | 7 | 1221 |      | 21 004 Nür | 12 988 Nür |            | 09/1950 |         | Pl;Wsbr; | 2 | Altschadwagen              | G | D | 1 | 8 | 29 |  |  |  |  |
| 1895 | MAN   | 7 | 1222 | X    |            |            |            | 11/1919 |         | Pl;Wsbr; | 2 |                            | G | D | 1 | 8 | 29 |  |  |  |  |
| 1895 | MAN   | 7 | 1223 |      | 21 005 Nür | 12 989 Nür |            | xx/193x |         | Pl;Wsbr; | 2 |                            | G | D | 1 | 8 | 29 |  |  |  |  |
| 1895 | Rath. | 2 |      | 1224 | X          |            |            |         | 11/1919 | Pl;Wsbr; | 2 | CH                         | G | D | 1 | 8 | 29 |  |  |  |  |
| 1895 | Rath. | 2 | 1225 |      | 21 030 Mü  | 12 990 Mü  |            | xx/193x |         | Pl;Wsbr; | 2 | CH                         | G | D | 1 | 8 | 29 |  |  |  |  |
| 1896 | Rath. | 1 | 1229 | X    |            |            |            | 11/1919 |         | Pl;Wsbr; | 2 | CH                         | G | D | 1 | 8 | 29 |  |  |  |  |